# Sedini
Sedini é uma comuna italiana da região da Sardenha, província de Sassari, com cerca de 1.461 habitantes. Estende-se por uma área de 41 km², tendo uma densidade populacional de 36 hab/km². Faz fronteira com Bulzi, Castelsardo, Laerru, Nulvi, Santa Maria Coghinas, Tergu, Valledoria.

## Demografia
| Variação demográfica do município entre 1861 e 2011                               |
|                                                                                   |
| Fonte: Istituto Nazionale di Statistica (ISTAT) - Elaboração gráfica da Wikipedia |